# Ključić Brdo
Ključić Brdo – wieś w Chorwacji, w żupanii zagrzebskiej, w mieście Velika Gorica. W 2011 roku liczyła 214 mieszkańców.